# José Dufresne
José Dufresne   (Mataró, 1707 - Madrid, 1 d'abril de 1786) fou un enginyer militar català, governador de Puerto Rico des de 1776 fins 1783. Com a governador, va comprar l'edifici de la Casa Blanca de San Juan als hereus de Juan Ponce de León i va fundar la Maestranza de Artilleria. El 1777, en el marc de la Guerra d'Independència dels Estats Units, Dufresne, es va oposar a lliurar dos goletes nord-americanes, anomenades Endawock i Henry, refugiades en el port de San Juan de Puerto Rico, a una fragata anglesa de la Marina Reial Britànica, la Glasgow. També va prohibir les baralles de galls. Va morir a Madrid als 79 anys, l'1 d'abril de 1786.